# Maud Dolsma
Maud Dolsma, née en 1984 aux Pays-Bas, est une actrice et femme politique néerlandaise.

## Carrière
À côté de son travail d'actrice, Maud est également conseillère municipale de la commune de Arnhem depuis 2018.

## Filmographie

### Cinéma et téléfilms
- 2001 : La dérive : Liesbeth
- 2002 : The Enclave (en) : Birgit
- 2007 : Stellenbosch : Frederike
- 2007-2018 : Flikken Maastricht : Fleur Wolfs
- 2009 : Julia's Hart : L'infirmière
- 2009 : De storm (nl) : La petite amie de Julia
- 2011 : Rembrandt en ik (nl) : Hiskia van Uylenburgh
- 2012 : Süskind : La femme avec son bébé
- 2012 : De Meisjes van Thijs (nl) : Aletta
- 2016 : Petticoat (série télévisée) (nl) : Marianne